# Бад Ајблинг
Бад Ајблинг (њем. Bad Aibling) град је у њемачкој савезној држави Баварска. Једно је од 46 општинских средишта округа Розенхајм. Према процјени из 2010. у граду је живјело 18.052 становника. Посједује регионалну шифру (AGS) 9187117.

## Географски и демографски подаци
Бад Ајблинг се налази у савезној држави Баварска у округу Розенхајм. Град се налази на надморској висини од 492 метра. Површина општине износи 41,4 km². У самом граду је, према процјени из 2010. године, живјело 18.052 становника. Просјечна густина становништва износи 436 становника/km².

## Међународна сарадња
| Мјесто           | Држава  | Врста сарадње | Од    |
| ---------------- | ------- | ------------- | ----- |
| Кавајон Веронезе | Италија | партнерство   | 2006. |
| Извор            |         |               |       |